# Einsiedeln-itinerariet

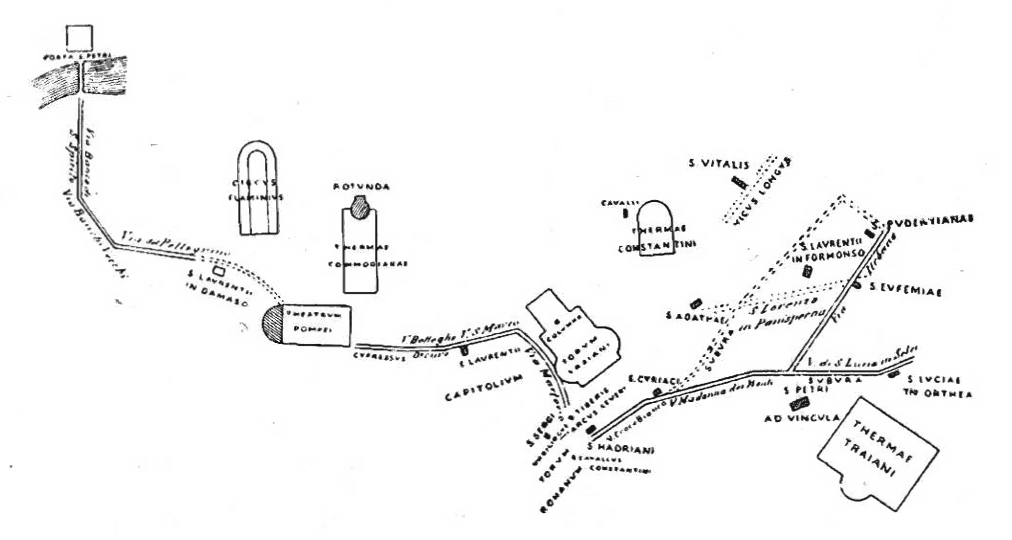
Första pilgrimsvägen i Einsiedeln-itinerariet.

Einsiedeln-itinerariet är en guide för pilgrimer till staden Rom, skriven under 700- och 800-talet. Verket har fått sitt namn efter klostret i Einsiedeln, där det förvarades.